# Marwan
Marwan (in alfabeto arabo: مَرْوَان) è un nome proprio di persona arabo maschile.

## Varianti
- Varianti di traslitterazione: Marvan[2], Marwane[2], Marvane[2], Mervan[2], Mervaan[2], Marouane

## Origine e diffusione
Si tratta di un antico nome arabo, non presente nel Corano; il suo significato è incerto, potrebbe fare riferimento ad un tipo di pietra focaia o di albero profumato (gli stessi significati del nome femminile Marwa).

## Persone

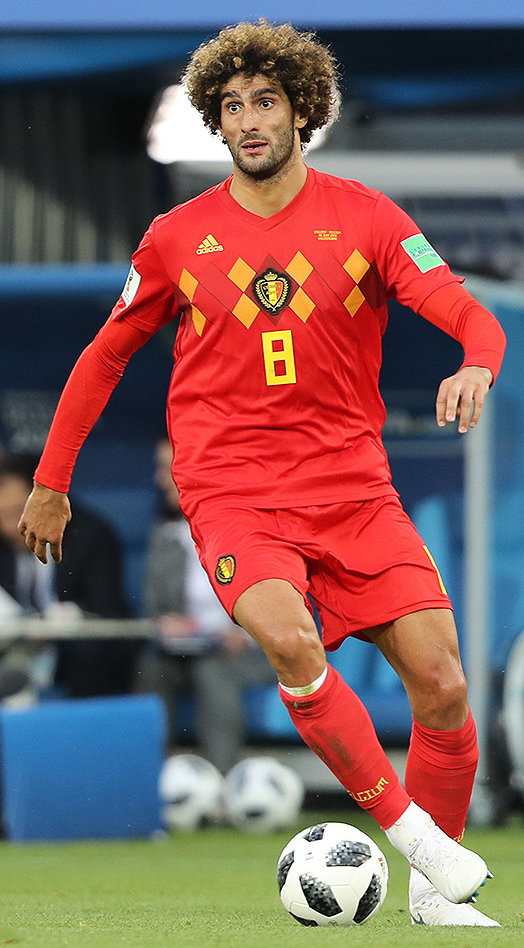
Marouane Fellaini

- Marwan ibn al-Hakam, quarto califfo omayyade
- Marwan II ibn Muhammad ibn Marwan, ultimo califfo della dinastia omayyade a Damasco
- Marwan Barghuthi, politico e militare palestinese
- Marwan Hussein, calciatore iracheno
- Marwan Kabha, calciatore israeliano
- Marwan Mabrouk, calciatore libico
- Marwan Mohsen, calciatore egiziano

### Variante Marouane
- Marouane Bokri, calciatore tunisino
- Marouane Chamakh, calciatore francese naturalizzato marocchino
- Marouane Fellaini, calciatore belga